# 力寶商場信託
力寶商場印尼零售信託，簡稱力寶商場信託（Lippo Malls Indonesia Retail Trust，SGX：AW9U），在2007年由印尼力寶集團和豐樹產業有限公司（已退股）組成為首家在印尼房地產信託基金上市，主要在印尼投资零售产业的房地产投资信托，前身為「力寶豐樹印尼零售信託」。
總部位於50 Collyer Quay #06-01, OUE Bayfront Singapore 049321。主席為Albert Saychuan Cheok，以及總裁為Viven G. Sitiabudi。該股份在2007年11月19日於新加坡交易所主板上市。招股價為0.8新加坡元，發行股份為645,469,000股，集資額為99,700,000新加坡元。

## 主要資產
- Gajah Madah Plaza
- Bandung Indah Plaza
- Cibubur Junction
- Ekalokasari Plaza
- Istana Plaza
- Mal Lippo Cikarang
- Plaza Semanggi

## 連結
- LMIR-Trust.com（页面存档备份，存于）